# シバユウスケ
シバ ユウスケは、日本の漫画家、イラストレーター。東京都八王子市出身、在住。男性。

## 作品リスト

### 漫画作品

#### 連載
- チェルシー（『まんがタイムきららキャラット』2008年10月号 - 2010年10月）
- ペコロス（『増刊ヤングガンガンビッグ』→『月刊ビッグガンガン』2011年Vol.02 - 2013年Vol.08）
- シンメトリーズ（『電撃マオウ』2014年7月号[1] - 2015年8月号）
- 学園塔に魔女はオドる（『ビッグガンガンおかわり』2016年6月23日[2] - 2017年7月13日）
- スライム倒して300年、知らないうちにレベルMAXになってました（原作：森田季節、キャラクター原案：紅緒、ガンガンONLINE内『ガンガンGA』2017年6月29日[3] - 連載中）

#### 読み切り
- AZUSSAN☆（原作：かきふらい、『けいおん！アンソロジーコミック Vol.4』2011年） - 『けいおん！』のアンソロジー寄稿作品[4]。
- 最上が秘書艦（『艦隊これくしょん -艦これ- 電撃コミックアンソロジー 佐世保鎮守府編』1巻、2013年） - 『艦隊これくしょん -艦これ-』のアンソロジー寄稿作品。
- ドラゴンクエストX ゲストプレイマンガ（『ガンガンONLINE』2014年6月19日）
- スイーツアタック！（原作：しろ、『ヤマノススメ コミックアンソロジー』2014年） - 『ヤマノススメ』のアンソロジー寄稿作品[5]。
- パスパレどっきり㊙︎大作戦！（『BanG Dream! ガルパ☆ピコ コミックアンソロジー』2巻、2020年） - 『BanG Dream! ガルパ☆ピコ』のアンソロジー寄稿作品[6]。

### イラスト
- エミル・クロニクル・オンライン - プレイチケットイラスト
- PiPit!!〜ぴぴっと!!〜（著：和智正喜、MF文庫J、2007年）
- けいおん！アンソロジーコミック Vol.1（2009年）[7]
- 『絵師100人 100 masters of Bishojo painting』ビー・エヌ・エヌ新社、2009年12月16日発売[8] - イラスト収録[8]
- FINAL FANTASY展（2012年9月1日 - 2日[9]） - イラスト寄稿[9]
- 『絵師100人 - generation2 -』ビー・エヌ・エヌ新社、2013年8月9日発売[10] - 掲載[10]

### 書籍
- 『チェルシー』、芳文社〈まんがタイムKRコミックス〉2009年 - 2010年、全2巻
- 『ペコロス』、スクウェア・エニックス〈ビッグガンガンコミックス〉2012年 - 2013年、全3巻
- 『シンメトリーズ』、KADOKAWA〈電撃コミックスNEXT〉2015年、全2巻
  1. 2015年1月27日発売[11]、ISBN 978-4-04-869161-1
  2. 2015年7月27日発売[12]、ISBN 978-4-04-865219-3
- 『学園塔に魔女はオドる』、スクウェア・エニックス〈ビッグガンガンコミックス〉2017年、全2巻
  1. 2017年1月25日発売[13]、ISBN 978-4-7575-5228-9
  2. 2017年9月25日発売[14]、ISBN 978-4-7575-5459-7
- 『スライム倒して300年、知らないうちにレベルMAXになってました』、原作：森田季節、キャラクター原案：紅緒、スクウェア・エニックス〈ガンガンコミックスONLINE〉2018年[15] - 刊行中、既刊16巻（2025年3月12日現在）

### その他
- コラム「オトナの読書感想文」（『まんがくらぶ』2013年8月号[16]）